# بورتولا (ايطاليا)
بورتولا هي كومونا في مقاطعة بييلا في منطقة بيدمونت الإيطالية ، وتقع على بعد حوالي 80 كيلومتر (50 ميل) شمال شرق تورينو وحوالي 14 كيلومتر (9 ميل) شمال شرق بييلا . اعتبارًا من 31 ديسمبر 2004 ، كان عدد سكانها 1505 نسمة ومساحتها 11.1 كيلومتر مربع (4.3 ميل2) . 
تعتبر محمية نوفاريا من أهم المعالم الأثرية في أراضيها.
تقع بورتولا على حدود البلديات التالية: كابريل و كوجيولا و براي و تريفيرو .